# Alpiner Far East Cup 2019/20
Die Saison 2019/20 des alpinen Far East Cups wurde ab Anfang Dezember 2019 an sieben Austragungsorten in der Volksrepublik China und in Südkorea veranstaltet. Sie gehörte – wie die anderen Kontinentalrennserien der FIS – zum Unterbau des Weltcups. Für Herren und Damen waren je 20 Rennen vorgesehen, wobei beide Konkurrenzen jeweils gleichzeitig stattfanden. Wegen der COVID-19-Pandemie mussten alle nach Mitte Februar 2020 geplanten Rennen in Japan und im Osten Russlands abgesagt werden.

## Podestplatzierungen Herren

### Super-G
| Datum      | Ort                      | 1. Platz         | 2. Platz         | 3. Platz         |
| ---------- | ------------------------ | ---------------- | ---------------- | ---------------- |
| 26.03.2020 | Juschno-Sachalinsk (RUS) | Rennen abgesagt. | Rennen abgesagt. | Rennen abgesagt. |

### Riesenslalom
| Datum      | Ort                      | 1. Platz         | 2. Platz          | 3. Platz            |
| ---------- | ------------------------ | ---------------- | ----------------- | ------------------- |
| 06.12.2019 | Wanlong Ski Resort (CHN) | William Hansson  | Lukas Wasmeier    | Kryštof Krýzl       |
| 07.12.2019 | Wanlong Ski Resort (CHN) | William Hansson  | Jung Dong-hyun    | Kryštof Krýzl       |
| 10.12.2019 | Taiwoo Ski Resort (CHN)  | Jung Dong-hyun   | Marco Fischbacher | Benedikt Staubitzer |
| 11.12.2019 | Taiwoo Ski Resort (CHN)  | Alexei Schilin   | Marco Fischbacher | Jung Dong-hyun      |
| 06.02.2020 | Yongpyong (KOR)          | Iwan Kusnezow    | Seigo Katō        | Lukas Karlberg      |
| 11.02.2020 | Bear Town Resort (KOR)   | Lukas Karlberg   | Iwan Kusnezow     | Seigo Katō          |
| 12.02.2020 | Bear Town Resort (KOR)   | Iwan Kusnezow    | Seigo Katō        | Kryštof Krýzl       |
| 29.02.2020 | Engaru (JPN)             | Rennen abgesagt. | Rennen abgesagt.  | Rennen abgesagt.    |
| 01.03.2020 | Engaru (JPN)             | Rennen abgesagt. | Rennen abgesagt.  | Rennen abgesagt.    |
| 19.03.2020 | Juschno-Sachalinsk (RUS) | Rennen abgesagt. | Rennen abgesagt.  | Rennen abgesagt.    |

### Slalom
| Datum      | Ort                      | 1. Platz         | 2. Platz         | 3. Platz           |
| ---------- | ------------------------ | ---------------- | ---------------- | ------------------ |
| 04.12.2019 | Wanlong Ski Resort (CHN) | Jung Dong-hyun   | Anton Tremmel    | William Hansson    |
| 05.12.2019 | Wanlong Ski Resort (CHN) | William Hansson  | Jung Dong-hyun   | Fabian Himmelsbach |
| 07.02.2020 | Yongpyong (KOR)          | Ondřej Berndt    | Jung Dong-hyun   | Ryūnosuke Ōkoshi   |
| 13.02.2020 | Bear Town Resort (KOR)   | Jan Zabystřan    | Jung Dong-hyun   | Ondřej Berndt      |
| 14.02.2020 | Bear Town Resort (KOR)   | Ryūnosuke Ōkoshi | Ondřej Berndt    | Jan Zabystřan      |
| 02.03.2020 | Engaru (JPN)             | Rennen abgesagt. | Rennen abgesagt. | Rennen abgesagt.   |
| 05.03.2020 | Akan (JPN)               | Rennen abgesagt. | Rennen abgesagt. | Rennen abgesagt.   |
| 06.03.2020 | Akan (JPN)               | Rennen abgesagt. | Rennen abgesagt. | Rennen abgesagt.   |
| 21.03.2020 | Juschno-Sachalinsk (RUS) | Rennen abgesagt. | Rennen abgesagt. | Rennen abgesagt.   |

## Podestplatzierungen Damen

### Super-G
| Datum      | Ort                      | 1. Platz         | 2. Platz         | 3. Platz         |
| ---------- | ------------------------ | ---------------- | ---------------- | ---------------- |
| 26.03.2020 | Juschno-Sachalinsk (RUS) | Rennen abgesagt. | Rennen abgesagt. | Rennen abgesagt. |

### Riesenslalom
| Datum      | Ort                      | 1. Platz          | 2. Platz                 | 3. Platz          |
| ---------- | ------------------------ | ----------------- | ------------------------ | ----------------- |
| 06.12.2019 | Wanlong Ski Resort (CHN) | Piera Hudson      | Nicola Rountree-Williams | Asa Andō          |
| 07.12.2019 | Wanlong Ski Resort (CHN) | Asa Andō          | Mio Arai                 | Sakurako Mukōgawa |
| 10.12.2019 | Taiwoo Ski Resort (CHN)  | Hilma Lövblom     | Zuzanna Czapska          | Piera Hudson      |
| 11.12.2019 | Taiwoo Ski Resort (CHN)  | Piera Hudson      | Hilma Lövblom            | Zuzanna Czapska   |
| 06.02.2020 | Yongpyong (KOR)          | Riikka Honkanen   | Asa Andō                 | Nevena Ignjatović |
| 11.02.2020 | Bear Town Resort (KOR)   | Martina Willibald | Andrea Filser            | Riikka Honkanen   |
| 12.02.2020 | Bear Town Resort (KOR)   | Andrea Filser     | Martina Willibald        | Riikka Honkanen   |
| 29.02.2020 | Engaru (JPN)             | Rennen abgesagt.  | Rennen abgesagt.         | Rennen abgesagt.  |
| 01.03.2020 | Engaru (JPN)             | Rennen abgesagt.  | Rennen abgesagt.         | Rennen abgesagt.  |
| 19.03.2020 | Juschno-Sachalinsk (RUS) | Rennen abgesagt.  | Rennen abgesagt.         | Rennen abgesagt.  |

### Slalom
| Datum      | Ort                      | 1. Platz         | 2. Platz          | 3. Platz         |
| ---------- | ------------------------ | ---------------- | ----------------- | ---------------- |
| 04.12.2019 | Wanlong Ski Resort (CHN) | Piera Hudson     | Asa Andō          | Martina Dubovská |
| 05.12.2019 | Wanlong Ski Resort (CHN) | Martina Dubovská | Asa Andō          | Piera Hudson     |
| 07.02.2020 | Yongpyong (KOR)          | Andrea Filser    | Sakurako Mukōgawa | Riikka Honkanen  |
| 13.02.2020 | Bear Town Resort (KOR)   | Andrea Filser    | Maruša Ferk       | Riikka Honkanen  |
| 14.02.2020 | Bear Town Resort (KOR)   | Andrea Filser    | Riikka Honkanen   | Neja Dvornik     |
| 02.03.2020 | Engaru (JPN)             | Rennen abgesagt. | Rennen abgesagt.  | Rennen abgesagt. |
| 05.03.2020 | Akan (JPN)               | Rennen abgesagt. | Rennen abgesagt.  | Rennen abgesagt. |
| 06.03.2020 | Akan (JPN)               | Rennen abgesagt. | Rennen abgesagt.  | Rennen abgesagt. |
| 21.03.2020 | Juschno-Sachalinsk (RUS) | Rennen abgesagt. | Rennen abgesagt.  | Rennen abgesagt. |

## Disziplinenwertungen

### Herren
| Disziplin           | 1. Platz       | 1. Platz | 2. Platz       | 2. Platz | 3. Platz         | 3. Platz |
| Disziplin           | Name           | Punkte   | Name           | Punkte   | Name             | Punkte   |
| ------------------- | -------------- | -------- | -------------- | -------- | ---------------- | -------- |
| Gesamtwertung       | Jung Dong-hyun | 738      | Kryštof Krýzl  | 488      | Iwan Kusnezow    | 442      |
| Riesenslalomwertung | Iwan Kusnezow  | 413      | Jung Dong-hyun | 398      | Seigo Katō       | 340      |
| Slalomwertung       | Jung Dong-hyun | 340      | Ondřej Berndt  | 326      | Ryūnosuke Ōkoshi | 218      |

### Damen
| Disziplin           | 1. Platz          | 1. Platz | 2. Platz          | 2. Platz | 3. Platz        | 3. Platz |
| Disziplin           | Name              | Punkte   | Name              | Punkte   | Name            | Punkte   |
| ------------------- | ----------------- | -------- | ----------------- | -------- | --------------- | -------- |
| Gesamtwertung       | Sakurako Mukōgawa | 541      | Andrea Filser     | 530      | Piera Hudson    | 420      |
| Riesenslalomwertung | Sakurako Mukōgawa | 290      | Mio Arai          | 267      | Piera Hudson    | 260      |
| Slalomwertung       | Andrea Filser     | 300      | Sakurako Mukōgawa | 251      | Riikka Honkanen | 200      |